# 絕地藍
絕地藍（Jedi Blue）是Alphabet和Meta Platforms之间的一项廣告协议。

## 歷史
2007年，Google收购了DoubleClick及其DoubleClickForPublishers广告系统。2017年，出现了一個名為标题竞价的廣告投放方式。它允许广告商可以在多个广告平台（如谷歌）投放廣告。Facebook宣布计划加入标题竞价。2018 年，Facebook 和谷歌达成了一项协议，Facebook決定退出标题竞价。2020年，美國多个州起诉谷歌。

## 來源
1. 1 2 3  Wodinsky, Shoshana. . Gizmodo. January 14, 2022  [2022-01-17]. （原始内容存档于2022-06-02） （美国英语）.
2. 1 2 3  Dans, Enrique. . Forbes. January 19, 2022  [2022-01-17]. （原始内容存档于2022-04-23） （英语）.